# Oppland
La contea di Oppland (Oppland fylke in norvegese) era una contea norvegese situata al centro del paese. Confinava con le contee di Sør-Trøndelag, Møre og Romsdal, Sogn og Fjordane, Buskerud, Akershus, Oslo e Hedmark. La capitale era Lillehammer. Dal 1º gennaio 2020 fa parte della contea di Innlandet.

## Geografia fisica
L'Oppland si estendeva dai laghi Mjøsa e Randsfjorden fino ai monti Dovrefjell, Jotunheimen e Rondane. Includeva le città di Lillehammer, Gjøvik, Otta e Fagernes e le due maggiori cime della Norvegia, il Glittertind ed il Galdhøpiggen. La valle del Gudbrand circonda il fiume Gudbrandsdalslågen e comprende le aree che si estendono da Jotunheimen fino a Bagn sul fiume Begna. La zona è un luogo ben noto per lo sci e gli sport invernali. Otto delle dieci montagne più alte della Norvegia si trovavano nella parte occidentale dell'Oppland.

## Storia
All'inizio dell'epoca vichinga l'Oppland costituiva un piccolo regno indipendente.
In epoca norrena le parti interne della Norvegia erano chiamate Upplǫnd, "i paesi superiori". Il primo elemento è upper ("sopra"). L'ultimo elemento è lǫnd ("terra").
Nel 1757 le parti interne del grande Akershus amt furono separate e prese il nome di Oplandenes amt. Quest'ultimo fu diviso nel 1781 in Christian amt (dal nome del re Cristiano VII) e Hedemarkens amt. La forma fu cambiata in Kristians amt nel 1877 (dopo una riforma ufficiale dell'ortografia che cambiò ch in k). Nel 1919 il nome Kristians amt fu cambiato in Opland fylke (contea), e la forma Oppland fu stabilita nel 1950.

### Simboli
Lo stemma della contea risaleva al 1989 e raffigurava due piantine di pulsatilla vernalis.

## Monumenti e luoghi d'interesse
Nell'Oppland si possono visitare numerosi musei. Il turismo costituisce una parte essenziale dell'economia locale. La regione di Gudbrandsdalen comprende molti villaggi pittoreschi come Dovre ed è una delle destinazioni di maggior pregio. La regione di Valdres è famosa per le stazioni di sport invernali di Lillehammer nei cui dintorni furono ospitate le Olimpiadi invernali del 1994.

## Società

### Evoluzione demografica
| Storico della popolazione | Storico della popolazione | Storico della popolazione |
| Anno                      | Pop.                      | ±%                        |
| ------------------------- | ------------------------- | ------------------------- |
| 1951                      | 160,496                   | —                         |
| 1961                      | 166,303                   | +3.6%                     |
| 1971                      | 172,479                   | +3.7%                     |
| 1981                      | 180,765                   | +4.8%                     |
| 1991                      | 182,593                   | +1.0%                     |
| 2001                      | 183,419                   | +0.5%                     |
| 2011                      | 186,087                   | +1.5%                     |
| Fonte: Statistics Norway. |                           |                           |

## Geografia antropica

### Comuni
La contea di Oppland aveva 26 comuni:
| 1. Dovre 2. Etnedal 3. Gausdal 4. Gjøvik 5. Gran 6. Jevnaker (Jævnaker) 7. Lesja (Lesje) 8. Lillehammer 9. Lom 10. Lunner 11. Nord-Aurdal 12. Nord-Fron 13. Nordre Land | 1. Østre Toten 2. Øyer (Øier) 3. Øystre Slidre 4. Ringebu 5. Sel 6. Skjåk 7. Søndre Land 8. Sør-Aurdal (Søndre Aurdal) 9. Sør-Fron 10. Vågå (Vaage) 11. Vang 12. Vestre Slidre 13. Vestre Toten |